# Bamarne
Bamarne (Koerdisch: Bamarnê) is een Koerdisch dorp in het uiterste noorden van Irakees-Koerdistan. Het heeft een eigen gemeente, maar het dorpje behoort tot de bevolking en registratie van Amediye. Bamarne heeft ongeveer 5.000 inwoners en ligt in de provincie Duhok. De inwoners van dit dorpje hebben als achternaam Bamerni.